# 塞滕伯峰
46°32′54″N 9°29′57″E / 46.54837°N 9.49926°E

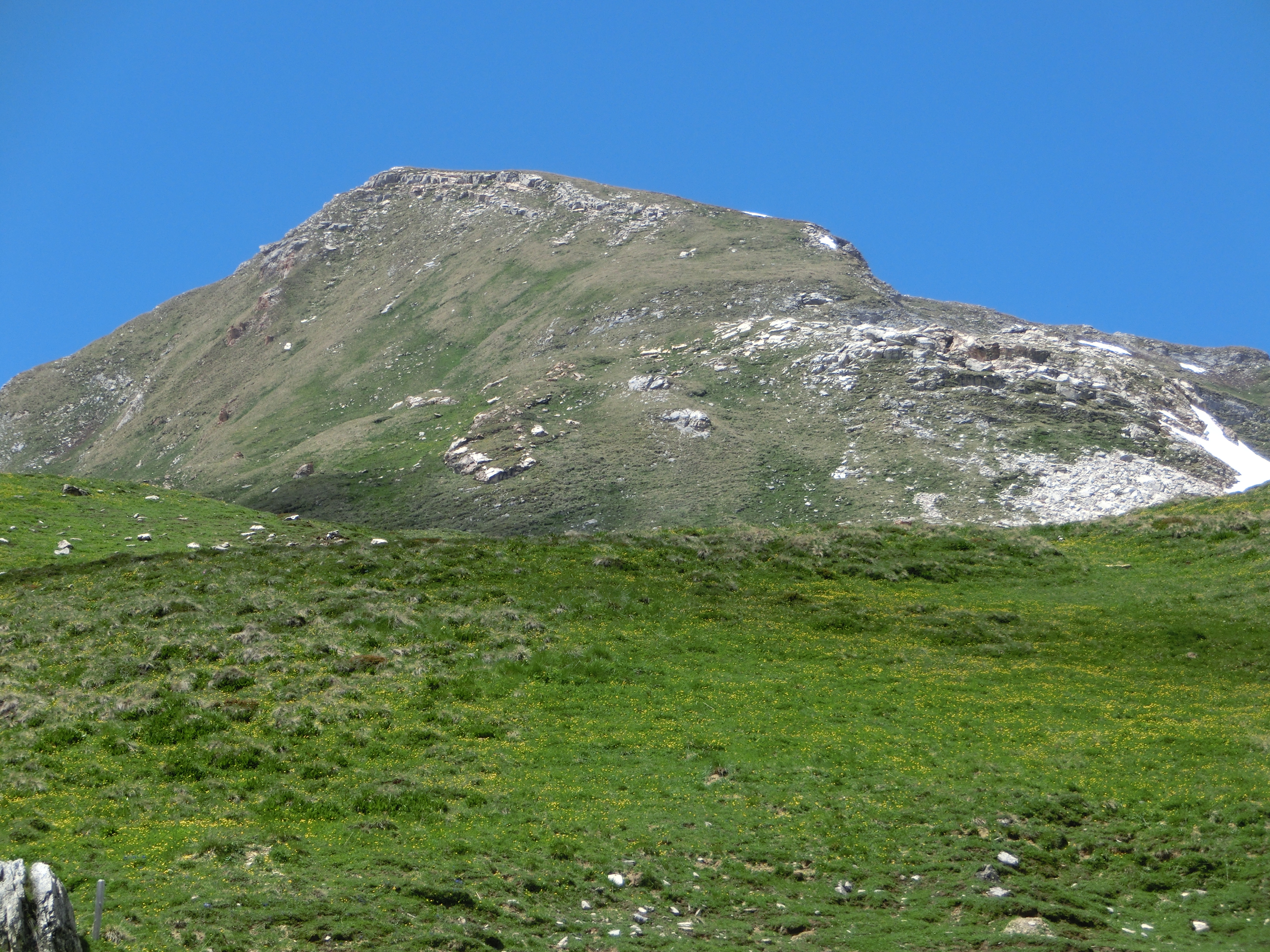

塞滕伯峰（Piz Settember），是瑞士的山峰，位於該國東南部，由格勞賓登州負責管轄，屬於上哈爾布施泰因阿爾卑斯山脈的一部分，海拔高度2,728米，每年平均降雨量1,693毫米。